# Nidaros Futsal 2009-2010
Questa voce raccoglie le informazioni riguardanti il Nidaros Futsal nelle competizioni ufficiali della stagione 2009-2010.

## Stagione
Il Nidaros ha partecipato alla Futsal Eliteserie 2009-2010, seconda edizione del massimo campionato norvegese riconosciuto dalla Norges Fotballforbund. La squadra ha chiuso l'annata al 2º posto finale. In virtù dell'affermazione del campionato precedente, il Nidaros ha partecipato alla Coppa UEFA 2009-2010, venendo eliminato al turno preliminare. Magnar Nordtun, Morten Ravlo, Stian Reinertsen e Runar Skippervik hanno fatto parte della squadra nel corso di questa annata.

## Rosa
| N° | Naz.                | Ruolo | Sportivo         | Anno     |  |  |
| -- | ------------------- | ----- | ---------------- | -------- |  |  |
|    | Norvegia (bandiera) | POR   | Magnar Nordtun   | 28.06.83 |  |  |
|    | Norvegia (bandiera) | DIF   | Stian Reinertsen | 01.04.78 |  |  |
|    | Norvegia (bandiera) | PIV   | Morten Ravlo     | 20.08.83 |  |  |
|    | Norvegia (bandiera) |       | Runar Skippervik |          |  |  |

## Risultati

### Eliteserie

#### Girone di andata
| 21 novembre 2009, ore 12:00 1ª giornata | Nidaros      | 1 – 3 referto | Vegakameratene | \| Arbitro: \| Rafiq (Oslo) \| |
| Arbitro:                                | Rafiq (Oslo) |               |                |                                |

| 21 novembre 2009, ore 18:00 2ª giornata | Sandefjord | 2 – 7 referto | Nidaros | \| Arbitro: \| Pedersen \| |
| Arbitro:                                | Pedersen   |               |         |                            |

| 22 novembre 2009, ore 12:00 3ª giornata | Nidaros      | 2 – 2 referto | Solør | \| Arbitro: \| Rafiq (Oslo) \| |
| Arbitro:                                | Rafiq (Oslo) |               |       |                                |

| 12 dicembre 2009, ore 12:00 4ª giornata | Horten        | 5 – 5 referto | Nidaros | \| Arbitro: \| Thorsø Hansen \| |
| Arbitro:                                | Thorsø Hansen |               |         |                                 |

| 12 dicembre 2009, ore 18:00 5ª giornata | Nidaros | 3 – 3 referto | Fyllingsdalen | \| Arbitro: \| Hestvåg \| |
| Arbitro:                                | Hestvåg |               |               |                           |

| 13 dicembre 2009, ore 14:00 6ª giornata | Lillehammer | 5 – 12 referto | Nidaros | \| Arbitro: \| Hanssen \| |
| Arbitro:                                | Hanssen     |                |         |                           |

| 16 gennaio 2009, ore 18:00 7ª giornata | Nidaros | 5 – 2 referto | Nordpolen | \| Arbitro: \| Sjelle \| |
| Arbitro:                               | Sjelle  |               |           |                          |

| 16 gennaio 2010, ore 20:00 8ª giornata | KFUM Oslo        | 5 – 3 referto | Nidaros | \| Arbitro: \| Bjørndalen Røang \| |
| Arbitro:                               | Bjørndalen Røang |               |         |                                    |

| 17 gennaio 2010, ore 14:00 9ª giornata | Nidaros | 6 – 6 referto | Holmlia | \| Arbitro: \| Hussain \| |
| Arbitro:                               | Hussain |               |         |                           |

#### Girone di ritorno
| 6 febbraio 2010, ore 11:30 10ª giornata | Vegakameratene | 5 – 4 referto | Nidaros | \| Arbitro: \| Hussain \| |
| Arbitro:                                | Hussain        |               |         |                           |

| 6 febbraio 2010, ore 20:00 11ª giornata | Nidaros   | 4 – 4 referto | Sandefjord | \| Arbitro: \| Rønningen \| |
| Arbitro:                                | Rønningen |               |            |                             |

| 7 febbraio 2010, ore 11:00 12ª giornata | Solør  | 3 – 8 referto | Nidaros | \| Arbitro: \| Lyngbø \| |
| Arbitro:                                | Lyngbø |               |         |                          |

| 20 febbraio 2010, ore 20:00 13ª giornata | Nidaros | 4 – 0 referto | Horten | \| Arbitro: \| Myhren \| |
| Arbitro:                                 | Myhren  |               |        |                          |

| 20 febbraio 2010, ore 12:30 14ª giornata | Fyllingsdalen | 8 – 4 referto | Nidaros | \| Arbitro: \| Krokdal \| |
| Arbitro:                                 | Krokdal       |               |         |                           |

| 21 febbraio 2010, ore 12:00 15ª giornata | Nidaros       | 9 – 3 referto | Lillehammer | \| Arbitro: \| Thorsø Hansen \| |
| Arbitro:                                 | Thorsø Hansen |               |             |                                 |

| 6 marzo 2010, ore 11:00 16ª giornata | Nordpolen | 5 – 6 referto | Nidaros | \| Arbitro: \| Pettersen \| |
| Arbitro:                             | Pettersen |               |         |                             |

| 6 marzo 2010, ore 20:00 17ª giornata | Nidaros | 6 – 5 referto | KFUM Oslo |  |

| 7 marzo 2010, ore 11:00 18ª giornata | Holmlia | 3 – 4 referto | Nidaros |  |

### Coppa UEFA
|  | RCS Košice | 4 – 2 referto | Nidaros |  |

|  | Omonia | 5 – 4 referto | Nidaros |  |

|  | Nidaros | 2 – 1 referto | Seefeld |  |